# Sun (Familienname)
Sun ist die offizielle Pinyin-Umschrift eines sehr häufigen chinesischen Familiennamens (chinesisch 孙, Pinyin Sūn). Er ist als dritter Name im klassischen chinesischen Text Hundert Familiennamen aus der Song-Dynastie aufgeführt.

## Namensträger
- Sun Baoqi (1867–1931), chinesischer Politiker
- Sun Beibei (* 1984), singapurische Tischtennisspielerin
- Sun Ben (172–208), chinesischer General
- Sun Bin, chinesischer Militärstratege
- Sun Bu’er (um 1119–1182), chinesische Daoistin
- Sun Caiyun (* 1973), chinesische Stabhochspringerin
- Sun Ce (175–200), chinesischer General
- Sun Cheng († 132), chinesischer Eunuch
- Sun Chunlan (* 1950), chinesische Politikerin
- Sun Dandan (* 1978), chinesische Shorttrack-Eisschnellläuferin und -Trainerin
- Sun Daolin (1921–2007), chinesischer Schauspieler und Filmregisseur
- Sun Dawu (* 1954), chinesischer Schriftsteller, Menschenrechtsaktivist, Unternehmer und Dissident
- Sun Deng (209–241), chinesischer Kronprinz
- Sun Fajing (* 1996), chinesischer Tennisspieler
- Sun Feng († 265), chinesischer Politiker
- Sun Fengyan (* 1995), chinesische Sprinterin
- Sun Fu (3. Jahrhundert), chinesischer General
- Sun Fuming (* 1974), chinesische Judoka
- Sun Gao, chinesischer General
- Sun Hao (242–284), chinesischer Kaiser
- Sun He (223–253), chinesischer Kronprinz
- Sun Hongbin (* 1963), chinesischer Unternehmer, Immobilienentwickler und Gründer
- Sun Hongfeng (* 1984), chinesische Sprinterin
- Sun Huan (3. Jahrhundert), chinesischer General
- Sun Jiajun (Radsportlerin) (* 1996), chinesische Radsportlerin
- Sun Jiajun (Schwimmer) (* 2000), chinesischer Schwimmer
- Sun Jian (155–191), chinesischer General
- Sun Jianguo (* 1952), chinesischer Offizier
- Sun Jiao (3. Jahrhundert), chinesischer Kommandoführer
- Sun Jiaxu (* 1999), chinesischer Freestyle-Skier
- Sun Jihai (* 1977), chinesischer Fußballspieler
- Sun Jin (* 1980), chinesische Tischtennisspielerin
- Sun Jing, chinesischer Minister
- Sun Jun (Regent) (219–256), chinesischer Regent
- Sun Jun (Basketballspieler) (* 1969), chinesischer Basketballspieler
- Sun Jun (Ruderer) (* 1975), chinesischer Ruderer
- Sun Jun (Badminton) (* 1975), chinesischer Badmintonspieler
- Sun Junjie (* 1985), chinesischer Badmintonspieler
- Sun Kai (3. Jahrhundert), chinesischer General
- Sun Kuang (2. Jahrhundert), chinesischer Kronprinz
- Sun Laiyan (* 1957), chinesischer Politiker (Volksrepublik China)
- Sun Liang (243–260), chinesischer Kaiser
- Sun Li-jen (1900–1990), chinesischer General der Kuomintang-Armee
- Sun Lin (231–258), chinesischer Regent
- Sun Linlin (* 1988), chinesische Shorttrackerin
- Sun Long (Maler), chinesischer Maler
- Sun Long (Shorttracker) (* 2000), chinesischer Shorttracker
- Sun Longjiang (* 1992), chinesischer Eisschnellläufer
- Sun Lutang (1861–1933), chinesischer Kampfkünstler
- Sun Man (* 1968), chinesische Badmintonspielerin
- Sun Mei-ying (1931–1993), chinesische Tischtennisspielerin
- Sun Mengya (* 2001), chinesische Kanutin
- Sun Ming Him (* 2000), Hongkonger Fußballspieler
- Sun Mingyang (* 1999), chinesische Tischtennisspielerin
- Sun Peng (* 1983), chinesischer Tennisspieler
- Sun Qian, chinesischer General
- Sun Qinghai (* 1988), chinesischer Skilangläufer
- Sun Qihao (* 2000), chinesischer Zehnkämpfer
- Sun Qiuting (* 1985), chinesische Synchronschwimmerin
- Sun Quan (182–252), chinesischer Kaiser
- Sun Ribo (* 1976), chinesische Biathletin
- Sun Rui (Fußballspielerin) (* 1978), chinesische Fußballspielerin
- Sun Rui (Eishockeyspielerin) (* 1982), chinesische Eishockeyspielerin und -trainerin
- Sun Rui (Tänzer) (* 1984), chinesischer Tänzer
- Sarah Maria Sun (* 1978), deutsche Sängerin
- Sun Shangxiang (192–??), Tochter des chinesischen Kriegsherrn Sun Jian
- Sun Shao (200–??), chinesischer Marquis
- Sun Shengnan (* 1987), chinesische Tennisspielerin
- Sun Shichen (* 1997), chinesischer Diskuswerfer
- Sun Shuwei (* 1976), chinesischer Wasserspringer
- Sun Sibei (* 2005), chinesische BMX-Freestyle-Fahrerin
- Sun Simiao (581–682), chinesischer Arzt und Religionswissenschaftler
- Sun Taifeng (* 1982), chinesische Leichtathletin
- Sun Tiantian (* 1981), chinesische Tennisspielerin
- Sunzi (um 500 v. Chr.), chinesischer General
- Sun Wanglu (* 1992), chinesischer Schriftsteller
- Sun Wei (Baseballspieler) (* 1976), chinesischer Baseballspieler
- Sun Wei (Fechter) (* 1992), chinesischer Fechter
- Sun Wei (Turner) (* 1995), chinesischer Turner
- Sun Weiwei (* 1985), chinesische Langstreckenläuferin
- Sun Wen (* 1973), chinesische Fußballspielerin
- Sun Wensheng (* 1942), chinesischer Politiker
- Sun Wenyan (* 1989), chinesische Synchronschwimmerin
- Sun Xiang (* 1982), chinesischer Fußballspieler
- Sun Xingyan (1753–1818), chinesischer Gelehrter und Philologe
- Sun Xiu (235–264), chinesischer Kaiser
- Sun Xiulan (* 1961), chinesische Handballspielerin
- Sun Xuliu (* 1995), chinesische Tennisspielerin
- Sun Yang (* 1991), chinesischer Schwimmer
- Sun Yat-sen (1866–1925), chinesischer Revolutionär und Staatsmann
- Sun Yawei (* 1987), chinesische Leichtathletin
- Sun Yefang (1908–1983), chinesischer Ökonom und Politiker
- Sun Yi (Marquis) (um 183–204), chinesischer Politiker und Marquis von Danyang
- Sun Yi (General), chinesischer Beamter und General
- Sun Yi (Südliche Song-Dynastie), chinesischer Literat
- Sun Yingjie (* 1979), chinesische Langstreckenläuferin
- Sun Yingjie (* 1979), chinesische Langstreckenläuferin
- Sun Yingsha (* 2000), chinesische Tischtennisspielerin
- Sun Yirang (1848–1908), chinesischer Gelehrter und Philologe
- Sun Yiwen (* 1992), chinesische Fechterin
- Sun Yu (Offizier) (177–215), chinesischer Offizier
- Sun Yu (Regisseur) (1900–1990), chinesischer Regisseur
- Sun Yu (Badminton) (* 1994), chinesische Badmintonspielerin
- Sun Yue (Basketballspieler) (* 1985), chinesischer Basketballspieler
- Sun Yue (Curlerin) (* 1986), chinesische Curlerin
- Sun Yue (Rugbyspielerin) (* 1999), chinesische Rugbyspielerin
- Sun Yue (Leichtathletin) (* 2001), chinesische Leichtathletin
- Sun Yujie (* 1992), chinesische Fechterin
- Sun Yun-suan (1913–2006), taiwanesischer Politiker
- Sun Yunzhu (1897–1979), chinesischer Paläontologe
- Sun Zehao (* 1995), chinesischer Eishockeytorwart
- Sun Zezhou (* 1970), chinesischer Elektroingenieur
- Sun Zhengcai (* 1963), chinesischer Politiker
- Sun Zhi’an (* 1956), chinesischer Badmintonspieler
- Sun Zhifeng (* 1991), chinesische Snowboarderin
- Sun Ziyue (* 1996), chinesische Tennisspielerin

- Antonio Sun Wenjun (* 1970), chinesischer römisch-katholischer Geistlicher, Bischof von Weifang
- Da-Wen Sun, chinesischer Lebensmittelingenieur
- David Sun (* 1951), taiwanesisch-US-amerikanischer Geschäftsmann
- Joseph Sun Jigen (* 1967), chinesischer Geistlicher, Bischof von Taming
- Joseph Sun Yuan-Mou († 2006), chinesischer Bischof von Hengshui
- Joseph Sun Zhibin (1911–2008), chinesischer Geistlicher, Bischof von Iduhsien
- Justin Sun (* 1990), chinesisch-US-amerikanischer Unternehmer und Diplomat
- Kevin Sun (* 1991), US-amerikanischer Jazzmusiker
- Lulu Sun (* 2001), Schweizer Tennisspielerin
- Nora Sun (1937–2011), chinesische Diplomatin und Schriftstellerin
- Robin Sun (* 1968), deutscher Sänger, Komponist, Songwriter und Musikproduzent
- Shan-shan Sun (* 1973), chinesische Pianistin
- Shang-Chi Sun (* 1977), taiwanesischer Choreograf und Tänzer
- Song Sun (* 1987), chinesischer Mathematiker
- Stefanie Sun (* 1978), singapurische Sängerin
- Tammy Sun (* 1985), kanadische Badmintonspielerin
- Ted Sun (1967–2005), chinesischer Unternehmer
- Yonga Sun (* 1977), deutscher Jazzmusiker